# Нуни Бао
Йоннали Микаела Пармениус (швед. Jonnali Mikaela Parmenius; род. 9 августа 1987, Стокгольм, Швеция), более известная под сценическим именем Нуни Бао (Noonie Bao) — шведская певица, автор песен и музыкальный продюсер. Она известна написанием песен для таких музыкантов, как Кэти Перри, Charli XCX, Алессия Кара, Avicii, Clean Bandit, Alesso, Карли Рэй Джепсен, Алан Уокер и других. Номинантка на премию «Грэммис» в категории «Лучший новый музыкант».

## Биография и карьера
Нуни Бао родилась в музыкальной семье и поэтому начала петь ещё в раннем возрасте и выступала в местном хоре. В возрасте 12 лет начала писать свои собственные песни, но сначала делала это втайне, потому что ей было некомфортно петь о чувствах. В возрасте 15 лет её друг дал ей прозвище Noonie Bao из-за внешнего вида, которое она впоследствии и стала использовать как сценическое имя. Она закончила музыкальную школу и недолго училась в Королевской высшей музыкальной школе в Стокгольме, но потом уехала жить в Санкт-Галлен, Швейцария, где начала записывать свои песни. Позднее она работала в студии звукозаписи в Париже. После двух лет за границей, Бао вернулась в свой родной город Стокгольм, где подписала контракт с лейблом EMI Records в качестве автора песен. Она также основала свой собственный лейбл под названием 2many Freckles. Под ним она написала и спродюсировала песни для таких исполнителей, как Adiam Dymott, Clean Bandit, Frederic Sioen и Tove Styrke. В 2011 году она исполнила бэк-вокал для песни «Fair Weather Friends» бельгийской группы Das Pop, а позднее участвовала в их концертном туре.
В январе 2012 года она представила свой дебютный сингл «About to Tell», а в октябре и дебютный студийный альбом I Am Noonie Bao. В этом же году она отправилась в свой концертный тур по Швеции. В 2013 году она была номинирована на шведскую музыкальную премию «Грэммис», но проиграла дуэту Icona Pop. Бао позднее добилась успеха в качестве автора песен и исполнила ставшую популярной песню диджеев Avicii и Ники Ромеро «I Could Be the One», клип на которую на данный момент имеет более 200 миллионов просмотров на видеохостинге YouTube. В 2014 году она была соавтором песни «Doing It» для альбома Sucker британской певицы Charli XCX, который достиг восьмого места в хит-параде UK singles chart, а также внесла вклад в три другие песни альбома. Они также сотрудничали после этого, и Charli XCX назвала Бао своим лучшим другом и лучшим, с кем работала над музыкой. В 2015 году Бао выпустила сингл «I’m in Love» и первый мини-альбом Noonia.

## Дискография

### Студийные альбомы
| Название        | Детали                                                                         |
| --------------- | ------------------------------------------------------------------------------ |
| I Am Noonie Bao | - Выпуск: 31 октября 2012 года - Лейбл: 2many Freckles - Форматы: загрузка, CD |

### Мини-альбомы
| Название  | Детали                                                                               |
| --------- | ------------------------------------------------------------------------------------ |
| Noonia EP | - Выпуск: 13 ноября 2015 года - Лейбл: 2many Freckles, Universal - Форматы: загрузка |

### Синглы

#### Как основной исполнитель
| Название             | Год  | Альбом          |
| -------------------- | ---- | --------------- |
| «About to Tell»      | 2012 | I Am Noonie Bao |
| «Do You Still Care?» | 2012 | I Am Noonie Bao |
| «Bodywork Lover»     | 2012 | I Am Noonie Bao |
| «The Game»           | 2013 | I Am Noonie Bao |
| «I’m in Love»        | 2015 | Noonia          |
| «Pyramids»           | 2015 | Noonia          |
| «Criminal Love»      | 2015 | Noonia          |
| «Reminds Me»         | 2016 | TBA             |
| «Sorry Not Sorry»    | 2016 | TBA             |

#### Совместные работы
| Название                                                                         | Год  | Альбом               |
| -------------------------------------------------------------------------------- | ---- | -------------------- |
| «Do This Thing» (Blänk featuring Noonie Bao)                                     | 2012 | Áurinko Rising Again |
| «M1 Stinger» (Don Diablo featuring Noonie Bao)                                   | 2012 | M1 Stinger EP        |
| «I Could Be the One» (Avicii and Nicky Romero featuring Noonie Bao)              | 2012 | Не входит в альбом   |
| «Starlight (Could You Be Mine?)» (Don Diablo and Matt Nash featuring Noonie Bao) | 2013 | Не входит в альбом   |
| «Sunshine Stereo» (The Kenneth Bager Experience featuring Noonie Bao)            | 2013 | Follow the Beat      |
| «Dust Clears» (Clean Bandit featuring Noonie Bao)                                | 2013 | New Eyes             |
| «Ruby» (Coucheron featuring Noonie Bao)                                          | 2015 | Playground           |
| «All This Love» (Alesso featuring Noonie Bao)                                    | 2015 | Forever              |
| «Monopoly» (EASYFUN featuring Noonie Bao)                                        | 2016 | PC Music, Volume 2   |

### Песни

#### Как гость
| Название                  | Год  | Другой музыкант              | Альбом             |
| ------------------------- | ---- | ---------------------------- | ------------------ |
| «Prison Break»            | 2008 | Kocky                        | Stadium Status     |
| «Just Another Song»       | 2012 | Sebjak                       | Не входит в альбом |
| «Rihanna»                 | 2013 | Clean Bandit                 | New Eyes           |
| «Always on the Run»       | 2013 | Avicii                       | True               |
| «I Wish I Could Be Happy» | 2014 | The Kenneth Bager Experience | Follow the Beat    |
| «All This Love»           | 2015 | Alesso                       | Forever            |
| «Let You Down»            | 2015 | iSHi                         | Spring Pieces      |
| «City Lights»             | 2015 | Avicii                       | Stories            |
| «Alone»                   | 2016 | Алан Уокер                   | Different World    |

#### Как автор песен
| Название                                              | Год  | Музыкант(ы)                  | Альбом                               |
| ----------------------------------------------------- | ---- | ---------------------------- | ------------------------------------ |
| «Never My Intention»                                  | 2010 | Indigo                       | The Colour of Dreams                 |
| «Chaos»                                               | 2010 | Tove Styrke                  | Tove Styrke                          |
| «Four Elements»                                       | 2010 | Tove Styrke                  | Tove Styrke                          |
| «Meteor»                                              | 2012 | Sioen                        | Sioen.                               |
| «Tonight» (featuring Sirena)                          | 2013 | Galavant                     | Не входит в альбом                   |
| «Until the End» (featuring Foxes)                     | 2013 | Sub Focus                    | Torus                                |
| «A Place Like This»                                   | 2014 | YOY                          | Не входит в альбом                   |
| «Amazing» (featuring Damon C. Scott)                  | 2014 | The Kenneth Bager Experience | Follow the Beat                      |
| «Follow the Beat»                                     | 2014 | The Kenneth Bager Experience | Follow the Beat                      |
| «What’s My Name» (featuring Sofie Gråbøl)             | 2014 | The Kenneth Bager Experience | Follow the Beat                      |
| «Stuck in a Lie» (featuring Damon C. Scott)           | 2014 | The Kenneth Bager Experience | Follow the Beat                      |
| «Games for Girls»                                     | 2014 | Say Lou Lou и Lindstrøm      | Lucid Dreaming                       |
| «Wait»                                                | 2014 | Sharks                       | Не входит в альбом                   |
| «Find Your Way»                                       | 2014 | Sirena                       | Lunar Lights                         |
| «Midnight Train»                                      | 2014 | Union J                      | You Got It All                       |
| «Breaking Up»                                         | 2014 | Charli XCX                   | Sucker                               |
| «Doing It»                                            | 2014 | Charli XCX                   | Sucker                               |
| «Die Tonight»                                         | 2014 | Charli XCX                   | Sucker                               |
| «Need Ur Luv»                                         | 2014 | Charli XCX                   | Sucker                               |
| «Live Love Die» (featuring Sirena)                    | 2015 | Dimitri Vangelis & Wyman     | Не входит в альбом                   |
| «Run Away with Me»                                    | 2015 | Carly Rae Jepsen             | Emotion                              |
| «Hand in the Fire» (featuring Charli XCX)             | 2015 | Mr. Oizo                     | Hand in the Fire                     |
| «Vroom Vroom»                                         | 2016 | Charli XCX                   | Vroom Vroom                          |
| «Paradise»                                            | 2016 | Charli XCX                   | Vroom Vroom                          |
| «Trophy»                                              | 2016 | Charli XCX                   | Vroom Vroom                          |
| «Got Me Started»                                      | 2016 | Tini Stoessel                | Tini                                 |
| «Ya No Hay Nadie Que Nos Pare» (with Sebastian Yatra) | 2016 | Tini Stoessel                | Tini                                 |
| «Final Song»                                          | 2016 | MØ                           | TBA                                  |
| «Drum»                                                | 2016 | MØ                           | TBA                                  |
| «Stay» (with Alessia Cara)                            | 2017 | Zedd                         | Не входит в альбом                   |
| «Blame It on You»                                     | 2017 | Charli XCX                   | Number 1 Angel                       |
| «Roll With Me»                                        | 2017 | Charli XCX                   | Number 1 Angel                       |
| «White Roses»                                         | 2017 | Charli XCX                   | Number 1 Angel                       |
| «Save as Draft»                                       | 2017 | Katy Perry                   | Witness                              |
| «OMG» (featuring Quavo)                               | 2017 | Camila Cabello               | The Hurting. The Healing. The Loving |